# Aleptina
Aleptina es un  género de lepidópteros perteneciente a la familia Noctuidae. Es originario de América. La especie tipo es  Aleptina inca Dyar.

## Especies
- Aleptina aleptivoides (Barnes & McDunnough, 1912)
- Aleptina clinopetes (Dyar, 1920)
- Aleptina inca Dyar, 1902
- Aleptina junctimacula Todd, Blanchard & Poole, 1984
- Aleptina semiatra (Smith, 1902)